# La ballata dell'eroe/La ballata del Miché
La ballata dell'eroe/La ballata del Miché è il secondo singolo di Fabrizio De André, pubblicato in Italia dalla Karim nel 1961.

## Produzione
Entrambe le canzoni sono arrangiate da Gian Piero Reverberi, e registrate negli studi della Ricordi in via Berchet a Milano; in entrambi i brani è presente l'armonica cromatica suonata da Willi Burger.
Queste versioni de La ballata del Miché e de La ballata dell'eroe sono diverse come arrangiamento da quelle pubblicate successivamente nel 1963 per la prima canzone sul singolo Karim KN 184 e nel 1964 per la seconda sul Karim KN 194 (in entrambe le versioni con la fisarmonica che sostituisce l'armonica a bocca) e poi non saranno ristampate né in vinile né in CD e per gli album antologici del periodo Karim furono usate sempre le due versioni successive.

## Tracce
1. La ballata del Miché (testo: Clelia Petracchi – musica: Fabrizio De André)
2. La ballata dell'eroe (Fabrizio De André)

## Copertina
Pubblicato con due diverse copertine fotografiche e con due etichette di colore diverso, una gialla e una bianca e marrone (la classica etichetta usata da qui in poi dalla Karim), nella prima copertina i titoli delle due canzoni sono riportati senza l'articolo (Ballata del Miché e Ballata dell'eroe); nella seconda stampa, in cui i lati delle due canzoni sono invertiti (La ballata dell'eroe diventa quindi il lato A) sul retro di copertina è scritto che La ballata dell'eroe è tratto dal film La cuccagna.

## I brani
La ballata del Miché
(Fabrizio De André, 1993)
Accompagnato da toni musicali cari alla malavita parigina e di ispirazione "bretoniana", il racconto si apre con il ritrovamento del corpo esanime di Miché appeso a un cappio nella sua cella, il resto della canzone è narrato in analessi e spiega il motivo del suicidio e della detenzione: Miché aveva ucciso un uomo che voleva rubargli la sua Marì, era per questo stato condannato a 20 anni di galera e si è tolto la vita perché non sarebbe riuscito a stare vent'anni in prigione senza di lei. Alla fine c'è una prolessi: Miché verrà sepolto in una fossa comune senza funerale, essendo un suicida, ma un flebile raggio di luce c'è, «qualcuno una croce col nome e la data su lui pianterà».
Già si notano i caratteri tipici della lirica di De André: tolleranza e rispetto, comprensione, l'implicita denuncia all'inappellabilità della legge («vent'anni gli avevano dato, la corte decise così») e alla scarsa misericordia della Chiesa («nella fossa comune cadrà, senza il prete e la messa, perché di un suicida non hanno pietà»).
Cover
- 1964: Silverio Pisu nell'album Ballate di ieri, ballate di oggi.
- 2003: Teresa De Sio, nell'album tributo Faber, amico fragile.

La ballata dell'eroe
Primo sforzo antimilitarista di De André, la ballata, scritta nel 1961 e pubblicata come lato B, viene lanciata l'anno successivo da Luigi Tenco; la versione di Tenco faceva parte della colonna sonora del film La cuccagna, per la regia di Luciano Salce.
(Fabrizio De André, intervista a Luigi Viva)

Luigi Tenco

Fabrizio De André e Tenco si conobbero ai tempi del Modern Jazz Group (1956/58) dove avevano militato entrambi, Fabrizio alla chitarra e Luigi al sax. In seguito i due divennero amici. Nel giugno del 1961 Fabrizio andò ad ascoltare l'orchestra di Luigi Tenco; a metà serata, Tenco invitò De André ad esibirsi: imbracciata la chitarra cantò "La ballata del Miché" e "La ballata dell'eroe". Quest'ultima canzone piacque molto a Tenco; si narra che Luigi arrivò a litigare persino con il regista Luciano Salce pur di convincerlo a inserirla nella colonna sonora del film. Poi telefonò a Fabrizio per chiedergli il permesso.
Musicalmente il brano presenta un ritmo "lento e triste", accompagnato dalla melodia di un'armonica. Il testo narra la storia di un soldato partito per la guerra; alla notizia della sua morte in battaglia mentre «la patria si gloria di un altro eroe alla memoria», «lei che lo amava aspettava il ritorno di un soldato vivo, d'un eroe morto che ne farà?».
Il nucleo centrale del testo, che recita: «troppo lontano si spinse a cercare la verità», sembra essere ripreso da una ballata, "L'amour et la guerre", scritta da Bernard Dimey e musicata ed incisa dal cantautore francese Charles Aznavour:
(Bernard Dimey, "L'amour et la guerre", 1960)
La canzone fu incisa nuovamente nel 1964 nella stessa sessione in cui fu incisa La guerra di Piero in questa nuova incisione l'armonica a bocca è suonata da Franco De Gemini.
Cover
Di La ballata dell'eroe venne realizzata una cover l'anno successivo da Tenco; in seguito anche Silverio Pisu la inciderà nel 1964 nell'album Ballate di ieri, ballate di oggi.